# Vinette Robinson

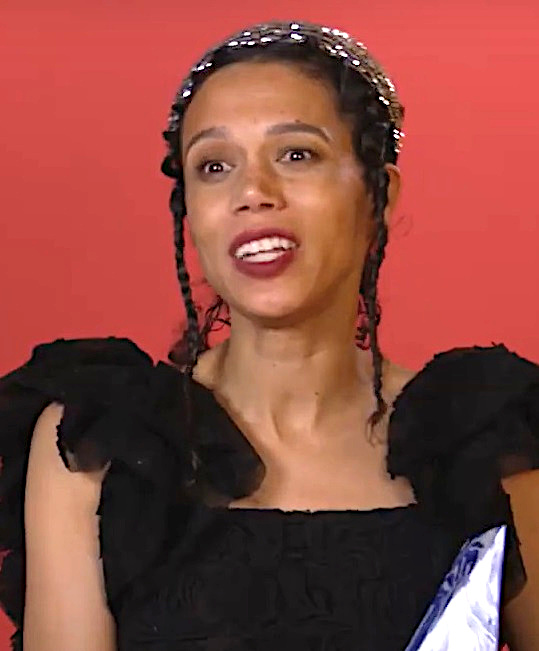
Vinette Robinson im Jahr 2021

Vinette Robinson (* 1981 in Leeds, England) ist eine britische Schauspielerin.

## Leben und Karriere
Vinette Robinson wurde in Leeds geboren und besuchte die jetzige Leeds West Academy. Sie wollte zunächst eine Laufbahn als Barrister einschlagen, änderte jedoch ihre Meinung, nachdem sie in einem Stück von Charles Causley mitspielte.
Sie gab ihr Schauspieldebüt im Alter von 17 Jahren in einer Episode der Fernsehserie City Central. Danach besuchte sie für drei Jahre die Webber Douglas Academy of Dramatic Art und erhielt nach ihrem Abschluss einen Laurence Oliver Bursary. In der Folge hatte sie kleinere Auftritte in Serien wie Doctors oder Doctor Who und spielte eine kleine Rolle im Film Vera Drake. 2009 übernahm sie die Rolle der Englischlehrerin Helen Hopewell in der fünften Staffel der Serie Waterloo Road. International bekannt wurde sie durch die Rolle der Scotland-Yard-Ermittlerin Sgt. Sally Donovan, die sie in unregelmäßigen Abständen in der hochgelobten BBC-Serie Sherlock seit 2010 verkörpert.
Parallel zu ihrer Film- und Fernsehtätigkeit spielt sie auch regelmäßig in Theaterproduktionen mit. So war sie seit 2004 in über 10 Stücken in Werken von Schriftstellern wie William Shakespeare zu sehen. Für ihre Darstellung der Florence Kennedy, die sie im Stück Darker Shores von Dezember 2009 bis Januar 2010 spielte, erhielt sie gute Kritiken.

## Filmografie (Auswahl)
- 1998: City Central (Fernsehserie, Episode 1x03)
- 1998: The Cops (Fernsehserie, Episode 1x06)
- 1999: Cold Feet (Fernsehserie, Episode 2x02)
- 2000: Fat Friends (Fernsehserie, Episode 1x05)
- 2000–2007: Doctors (Fernsehserie, 4 Episoden)
- 2004: Murphy’s Law (Fernsehserie, Episode 2x01)
- 2004: Vera Drake
- 2005: Blue Murder (Fernsehserie, Episode 2x01)
- 2005: Casualty (Fernsehserie, Episode 19x23)
- 2005: Eine Hochzeit zu dritt (Imagine Me & You)
- 2007: Party Animals (Fernsehserie, 2 Episoden)
- 2007, 2018: Doctor Who (Fernsehserie, 2 Episoden)
- 2009: Hope Springs (Fernsehserie, 8 Episoden)
- 2009: Waterloo Road (Fernsehserie, 8 Episoden)
- 2010–2014: Sherlock (Fernsehserie, 4 Episoden)
- 2011: Powder
- 2013: Vera – Ein ganz spezieller Fall (Vera, Fernsehserie, Episode 3x01)
- 2014: Death in Paradise (Fernsehserie, Episode 3x03)
- 2014: The Red Tent (Miniserie, 2 Episoden)
- 2015: Black Work (Miniserie, 2 Episoden)
- 2016: Das Morgan Projekt (Morgan)
- 2016: Black Mirror (Fernsehserie, Episode 3x06)
- 2016–2017: The A Word (Fernsehserie, 12 Episoden)
- 2018: The Dead Ones (Kurzfilm)
- 2019: Soon Gone – A Windrush Chronicle (Miniserie, Episode 1x04)
- 2019: Frankie
- 2019: I Am (Miniserie, Episode 1x02)
- 2019: Star Wars: Der Aufstieg Skywalkers (Star Wars: The Rise of Skywalker)
- 2019: A Christmas Carol (Miniserie, 3 Episoden)
- 2021: The Amazing Mr Blunden (Fernsehfilm)
- 2021: Yes, Chef! (Boiling Point)
- 2022: Code 404 (Fernsehserie, 5 Episoden)
- 2022: The Lazarus Project  (Fernsehserie, 5 Episoden)
- 2023: The Pod Generation
- 2023: Six Four (Fernsehserie, 4 Episoden)
- 2023: Boiling Point (Fernsehserie, 4 Episoden)
- 2024: Inside No. 9 (Fernsehserie, 1 Episode)
- 2025: The Thing with Feathers